# آرثر هاليغان
آرثر هاليغان (بالإنجليزية: Arthur Halligan)‏ هو منافس ألعاب قوى نيوزيلندي، ولد في 10 نوفمبر 1886، وتوفي في 16 مايو 1942.

## وصلات خارجية
- آرثر هاليغان على موقع أوليمبيديا (الإنجليزية)